# Rusholme
 (août 2019).
Si vous disposez d'ouvrages ou d'articles de référence ou si vous connaissez des sites web de qualité traitant du thème abordé ici, merci de compléter l'article en donnant les références utiles à sa vérifiabilité et en les liant à la section « Notes et références ».
Rusholme est un quartier ou district de la ville de Manchester, situé à environ 3,2 km au sud du centre ville.

## Géographie
La population du quartier au recensement de 2011 était de 13 643 habitants.
Rusholme est délimité par Chorlton-on-Medlock au nord, Victoria Park et Longsight à l'est, Fallowfield au sud et Moss Side à l'ouest. Elle compte une importante population étudiante, avec plusieurs résidences étudiantes et de nombreux étudiants louant des maisons mitoyennes et des maisons de banlieue en direction de Victoria Park.

## Toponymie
Rusholme, contrairement à d'autres noms de lieux de Manchester avec le suffixe -hulme/holme, n'est pas une véritable prairie aquatique. Son nom dérive de ryscum, le datif pluriel du vieil anglais rysc, un « rush » signifiant aux joncs. Le nom a été enregistré comme Russum en 1235, Ryssham en 1316 et Rysholme en 1551.